# Ruben Yttergård Jenssen
Ruben Yttergård Jenssen (ur. 4 maja 1988 w Tromsø) – norweski piłkarz występujący na pozycji pomocnika, zawodnik norweskiego klubu SK Brann.

## Życiorys

### Kariera klubowa
Występował w klubach: Tromsø IL, 1. FC Kaiserslautern i FC Groningen.
11 sierpnia 2018 podpisał kontrakt z norweskim klubem SK Brann, umowa do 31 grudnia 2020.